# Garić grad
Garić grad je uz Medvedgrad jedan od najstarijih srednjovjekovnih hrvatskih utvrđenih gradova u sjevernoj Hrvatskoj. Godine 1256. dao ga je sagraditi ban Stjepan Šubić. Godine 1295. na Garić goru dolaze pavlini koj su osnovali samostan Belu crkvu. Godine 1544. Osmanlije su osvojili i razorili Garić te samostan s crkvom sv. Marije.
Nalazi se usred Moslavačke gore blizu Podgarića. 1544. je napušten nakon što je stradao za provale Osmanlija. Od tada do danas od Garić grada sačuvane su ruševine i omiljeno je izletište.
Podno Garić-grada nalazi se pavlinski samostan Blažene Djevice Marije (Bela crkva).
Po imanju Paližani (Palisna, Palešniku) u okolici utvrde Garića dobio je ime plemićki rod Paližna.

## Galerija
- Garić Grad, ulazna vrata

## Vanjske poveznice
- Udruga Garić grad  Arhivirana inačica izvorne stranice od 28. svibnja 2012. (Wayback Machine)
- Udruga kamenolom
- Garić grad Hrvatska tehnička enciklopedija, portal hrvatske tehničke baštine. LZMK